# فكتور أنتونوف (سياسي)
فكتور أنتونوف هو سياسي روسي، ولد في 7 يونيو 1951 في Melnikovo, Altai Krai ‏ في روسيا. نشط حزبياً في روسيا الموحدة. وقد انتخب عضو مجلس الدوما ‏.